# Reni Santoni
Reni Santoni (New York, 1938. április 21. – Los Angeles, Kalifornia, 2020. augusztus 1.) amerikai színész, szinkronszínész.

## Filmográfia

### Film
| Év   | Magyar cím                      | Eredeti cím                        | Szerep                                        | Magyar hang     |
| ---- | ------------------------------- | ---------------------------------- | --------------------------------------------- | --------------- |
| 1962 |                                 | Strangers in the City              | Scrounge                                      |                 |
| 1964 | A zálogos                       | The Pawnbroker                     | rádiót áruló drogos (stáblistán nem szerepel) |                 |
| 1967 |                                 | Enter Laughing                     | David Kolowitz                                |                 |
| 1968 |                                 | A Great Big Thing                  | Vinny Shea                                    |                 |
| 1968 |                                 | Lo sbarco di Anzio                 | Movie közlegény                               |                 |
| 1969 | A hét mesterlövész telibe talál | Guns of the Magnificent Seven      | Max                                           |                 |
| 1970 |                                 | The Student Nurses                 | Victor Charlie                                |                 |
| 1971 | Piszkos Harry                   | Dirty Harry                        | Chico Gonzalez felügyelő                      | Téri Sándor     |
| 1977 | Nem ígértem neked rózsakertet   | I Never Promised You a Rose Garden | Hobbs                                         |                 |
| 1978 |                                 | They Went That-A-Way & That-A-Way  | Billy Joe                                     |                 |
| 1982 | Halott férfi nem hord zakót     | Dead Men Don't Wear Plaid          | Carlos Rodriguez                              |                 |
| 1983 | Nehézfiúk                       | Bad Boys                           | Ramon Herrera                                 | Jakab Csaba     |
| 1985 | Szórd a pénzt és fuss!          | Brewster's Millions                | Vin Rapelito                                  | Dimulász Miklós |
| 1985 | Radioaktív álmok                | Radioactive Dreams                 | fodrász / felnőtt Harold (hangja)             |                 |
| 1985 | Hóbortos vakáció                | Summer Rental                      | bemondó                                       |                 |
| 1986 | Kobra                           | Cobra                              | Tony Gonzales őrmester                        | Dózsa László    |
| 1986 | Kobra                           | Cobra                              | Tony Gonzales őrmester                        | Reviczky Gábor  |
| 1987 | A nővadász                      | The Pick-up Artist                 | férfi a vasútállomáson                        |                 |
| 1989 | Kereszttűzben                   | The Package                        | chicagói rendőrhadnagy                        | Dimulász Miklós |
| 1989 | Kereszttűzben                   | The Package                        | chicagói rendőrhadnagy                        | Wohlmuth István |
| 1989 | Macskafogó kommandó             | Cat Chaser                         | narrátor (hangja)                             | Papp János      |
| 1992 | Only You – Téged egyedül        | Only You                           | Reuben, a csapos                              | Forgács Gábor   |
| 1997 | Intim részek                    | Private Parts                      | Vin Vallesecca                                | Varga Tamás     |
| 1998 | Buli az élet                    | Can't Hardly Wait                  | rendőr                                        | Bácskai János   |
| 1998 | Dr. Dolittle                    | Doctor Dolittle                    | patkány (hangja)                              | Mikó István     |
| 2000 | 28 nap                          | 28 Days                            | Daniel                                        | Versényi László |
| 2002 | Dr. Dolittle 2.                 | Dr. Dolittle 2                     | patkány (hangja)                              |                 |
| 2004 |                                 | Gang Warz                          | Luis atya                                     |                 |
| 2009 | Irene és a pasik                | Irene in Time                      | Sam                                           |                 |
| 2020 |                                 | Clean Sweep                        | John Rutherford                               |                 |

### Televízió
| Év        | Magyar cím                                 | Eredeti cím                     | Szerep                               | Megjegyzések                               |
| --------- | ------------------------------------------ | ------------------------------- | ------------------------------------ | ------------------------------------------ |
| 1973–1974 |                                            | Owen Marshall, Counselor at Law | Danny Paterno                        | 7 epizód                                   |
| 1973–1974 | Barnaby Jones                              | Barnaby Jones                   | Chip Rawlins / Tony Santos           | 2 epizód                                   |
| 1977      |                                            | Lou Grant                       | Jim Keenan                           | 1 epizód                                   |
| 1978      | Hawaii Five-O                              | Hawaii Five-O                   | Jimmy Rego                           | 1 epizód                                   |
| 1979      | Rockford nyomoz                            | The Rockford Files              | Perry                                | 1 epizód                                   |
| 1979      | Charlie angyalai                           | Charlie's Angels                | Holder                               | 1 epizód                                   |
| 1982      |                                            | CHiPs                           | Cleo Baxter                          | 1 epizód                                   |
| 1983      |                                            | Manimal                         | Rivera hadnagy                       | 1 epizód                                   |
| 1984–1986 | Zsarublues                                 | Hill Street Blues               | John Pescator / Danny Santana        | 4 epizód                                   |
| 1986      |                                            | Sanchez of Bel Air              | Ricardo Sanchez                      | 13 epizód                                  |
| 1988      | A simlis és a szende                       | Moonlighting                    | Señor Arredondo                      | 1 epizód                                   |
| 1988      | Miami Vice                                 | Miami Vice                      | Arturo Dominguez hadnagy             | - 1 epizód - magyar hangja: - Orosz István |
| 1989–1991 |                                            | Midnight Caller                 | Joe DiMaggio atya                    | 7 epizód                                   |
| 1989–1994 | Gyilkos sorok                              | Murder, She Wrote               | Caceras hadnagy / Juan Ramos         | 2 epizód                                   |
| 1990      | Az élet megy tovább                        | Life Goes On                    | Alonzo Salcedo                       | 1 epizód                                   |
| 1992      | Quantum Leap – Az időutazó                 | Quantum Leap                    | Lopez őrmester                       | 2 epizód                                   |
| 1993      | Büszke férfiak                             | Men Don't Tell                  | Rueben                               | tévéfilm                                   |
| 1994      | Dave világa                                | Dave's World                    | Mr. Martinez                         | 1 epizód                                   |
| 1995      |                                            | Hudson Street                   | Rudolph Santiago                     | 2 epizód                                   |
| 1995      | Renegade – A fejvadász                     | Renegade                        | Juan Carlos Prieto                   | 1 epizód                                   |
| 1995–1996 | New York rendőrei                          | NYPD Blue                       | Archie Solomon nyomozó / Sal Campisi | 3 epizód                                   |
| 1996      | Médiaharc – David Letterman Jay Leno ellen | The Late Shift                  | John Agoglia                         | - tévéfilm - magyar hangja: - Beregi Péter |
| 1996      | Walker, a texasi kopó                      | Walker, Texas Ranger            | Don Carlos del Vega Garcia           | 1 epizód                                   |
| 1999      | Szerelemhajó                               | Love Boat: The Next Wave        | Boris Bolechek                       | 1 epizód                                   |
| 2001      | Amynek ítélve                              | Judging Amy                     | Clyde Tate                           | 1 epizód                                   |
| 2001      | V.I.P. – Több, mint testőr                 | V.I.P.                          | Luis Montez                          | 1 epizód                                   |
| 2002      | Jim szerint a világ                        | According to Jim                | Tony                                 | 1 epizód                                   |
| 2005      | CSI: A helyszínelők                        | CSI: Crime Scene Investigation  | Frank Mejia                          | 1 epizód                                   |
| 2005      | A Grace klinika                            | Grey's Anatomy                  | Alan Griswold                        | 1 epizód                                   |
| 2012      | Franklin és Bash                           | Franklin & Bash                 | Maurice Vincent bíró                 | 1 epizód                                   |